# Худоліївка (Кременчуцький район)
Худолі́ївка — село в Україні, в Оболонській сільській громаді Кременчуцького району Полтавської області. Населення становить 350 осіб. Колишній центр Худоліївської сільської ради.

## Географія
Село Худоліївка знаходиться за 5 км від лівого берега річки Сула, на краю великого болота в якому багато озер, в тому числі озера Семибокове, Худоліївське Криве та Чиркове. На відстані 2,5 км розташовані села Матвіївка, Строкачі та Лазьки (Лубенський район).
Неподалік села розташований ліс, у лісі також є озеро Судебське. Території занесені до заказника «Рогозів Куток» і вважаються одними з найчистіших в Україні. В перспективі на базі заказника планується створити державний заповідник.

## Походження назви
Історія села за деякими переказами розпочинається у 16 столітті, коли внаслідок повстання під проводом Северина Наливайка сюди переселилися чи то брати, чи ні троє козаків — Худолій, Матвій та Мусій. На їхню честь і було названо троє розташованих одне біля одного сіл: Худоліївка, Матвіївка та Мусіївка. Найбільшим довгий час залишалося село козака Худолія.
Існує також версія про те, що людям жилося дуже погано, тобто «худо», що і послугувало подальшою назвою для села.

## Архітектура
У селі є дерев'яна церква, виникнення якої датується 1888 роком.

## Освіта
У селі було три школи, до яких у передвоєнний період сходилися діти з багатьох шкіл. Найновіша збудована у 1990 році. Кількість учнів станом на 2008 рік всього-навсього 42 учня, що значно погіршує стан школи відносно інших шкіл району. У 1986 році на базі Худоліївської ЗОШ було засноване шкільне лісництво (керівник — Козлов Микола Іванович). Членами лісництва є всі учні школи, проводиться профорієнтаційна робота з іншими школами. Члени шкільного лісництва неодноразово ставали призерами обласних та районних конкурсів.

## Сільські голови
Нині сільським головою є Демидченко Василь Миколайович.

## Історія
Історичні процеси 16-17 століття протікали у Посуллі в надзвичайно складних суспільно-політичних умовах. Ослаблені та спустошені землі монголо-татарською навалою підпали під владу литовських та польських магнатів. Після Люблінської унії все Посулля увійшло до складу Речі Посполитої.
Князівський рід татарського походження — Глинських, отримав землі на Переяславщині і Сіверщині. Глинські володіли ними до початку 16 століття. Потім Бориспільську волость і «пустош (пустиню) Горошин» з басейном річки Сліпород було віддано Жолкевським. «Пустинями» Польща називала території, які були заселені і освоєні українськими селянами і козаками.
За легендою село заснували три селянина-втікача Худолій, Мусій та Матвій. Але ознайомившись із історією навколишніх сіл Мусіївка та Матвіївка, та спираючись на деякі документальні та художні твори, стає зрозумілішим, що долі Худоліївка та Мусіївки чимось подібні. Адже там і там є старі поселення, які знаходилися на островах поміж непрохідних боліт, а отже і є фактом те, що заселили їх ті, хто від когось ховався. А от щодо Матвіївки, то це поселення вважається козацьким виселком. А поселялися тут козаки із Лукомльської фортеці за часів Гетьманщини та існування Лубенського полку. Щоправда названо його на честь одного із сотників Лукомльської сотні, а отже і село козацьке.
Лубенський полк був утворений 1648 року, складався із 12-ти сотень. Серед них була і Лукомльська сотня, до неї входило більше десяти куренів, а серед них і Худоліївський. Курінь складався з сорока козаків та підростаючих молодиків було понад п'ятдесят, а всі інші були «абшитовані товариші»-відставні козаки.
Навколишніми землями, пастівниками, сінокосами, озерами і лісами худоліївці володіли зі згоди кошового отамана Січі, а пізніше з дозволу Лубенської полкової канцелярії. Коли Лукімську сотню ліквідували, худоліївський курінь приписали до Горошинської сотні Лубенського полку.
1649 року Лубенський полк було ліквідовано, а землі розійшлися між Миргородським і Кропивенським полками. Худоліївський курінь на той час відносився до Миргородського полку.
1658 року знову утворили Лубенський полк, який проіснував до 1782 року. У його складі був і Худоліївський курінь Горошинської сотні.
Хутір Худоліївка і степ Строкачі було жалувано лубенському полковнику Леонтію Свічці.
На початку 18 століття, коли Леонтій Свічка помер, гетьман Іван Мазепа призначив полковником Лубенського полку Дмитра Зеленського. Новий лубенський полковник забажав мати ще й у Посуллі кілька своїх сіл, у тому числі Худоліївку, Карпилівку і Строкачівський степ.
Курінь худоліївських козаків очолював отаман вже четвертого покоління з роду Худолія і теж Карпо Худолій. Він зустрів загін, що прибув до села від Зеленського. На той час лубенського полковника дуже цікавило те по якому праву в цьому краю мешкають худоліївці. А дозвіл, як запевнив курінний отаман, був від кошового отамана Запорізьської Січі. Приїжджі наполягали на тому, що ці землі є власністю полковника Зеленського. Карпо зажадав, щоб прибулі показали такого указу. Доки йшла суперечка з усіх дворів на допомогу отаману вже поспішали озброєні козаки і ставали рядами за спиною у свого отамана. Отаман прибулих, враз оцінивши становище в якому вони опинилися, перевів розмову на м'якші тони і велів загону відійти назад. Натомість пообіцяв, що приїде знову, але з необхідними на це документами.
Худоліївці зрозуміли, що відтепер лубенський полковник буде намагатися різними шляхами довести, що ці землі і село є його власністю. Ось чому вирішили відіслати свою делегацію до Глухова і відстоювати свої права на землі та село. Наступного дня загін в складі Худолія, Поривая, Вакуленка, Головка і Гайдука вирушили в дорогу до міста Глухів. У них був тільки писаний документ ще кошовим Запорожської Січі.
Разом з посланцями Худоліївка до Глухова прибули і канцеляристи Лубенського полку. Справу худоліївців розглядали цілий день і врешті довелось вирішити її на користь громади Худоліївка. Про що делегація села одержала відповідний папір.
Писар Лубенського полку був дуже засмучений і навіть не хотів повертатись до Лубен. та йому досвідчені казуїсти порадили переглянути перелік всіх маєтностей, що зазначені у виданому папері, знайти там вагому зачіпку і затіяти суд, який буде на боці полковника.
Даний худоліївцям документ переглядали різні фахівці і знавці Посулля. Нарешті вони знайшли, що одне озеро не було вписане до переліку володінь Худоліївської громади. Вирішили також переміряти весь ліс, щоб виявити лишки.
Судова тяганина з приводу зазіхань Зеленського на худоліївські землі і село тривала роки. Отже злощасне озеро, за яке йшла судова тяганина, отримала назву Судебське. Справу тимчасово довелося припинити, бо в Україну прийшли шведські війська. Мазепа повів свої полки на з'єднання із шведами, а з ним пішов і полковник Зеленський і там згинув. Дружина ж його була засуджена до заслання, але за деякими відомостями ще залишалася в Глухові у 1712 році.
Наступником Зеленського був призначений у 1710 році Василь Савич. Новий полковник був набагато розумнішим за свого попередника. Пробувши на цій посаді всього 4 роки, він домігся від царського уряду, як учасник Полтавської битви, отримати указ на володіння селами Худоліївка, Карпилівка (придбана за універсалом 15 травня 1714 року), Хорошки, Пуленці і величезний Строкачівський степ. Проти царського указу навіть гетьманська канцелярія не змогла нічого вдіяти. Козакам виділили по п'ять-шість десятин землі і по дві сотих лісу. За худоліївцями також закріпили невеликі пастівники, сінокоси та озеро Синебокове. Все інше стало належати полковнику Василю Савичу. Поскільки володіти Худоліївкою Василь Савич міг тільки при наявності посполитого населення, допускають, що значна частина населення Худоліївка все ж була переселена на степ Строкачі, де і виникло нове поселення.
Після смерті Василя Савича всі його маєтности перейшли під управління його дружини з синами. Щоб не мати претендентів на свої володіння вдова Савича домоглася підтвердження універсалом у 1715 році від гетьмана Скоропадського на всі свої володіння.
Після смерті матері, полковникові сини бунчукові товариші продали спочатку Хорошки і Пулинці за 1500 крб., а в 1735 році і Худоліївку із Строкачами бандуристу Григорію Любистку за 2600 крб., а самі виїхали до Петербурга. 1743 року придворний бандурист був «пожалован в дворяне». Тепер вже чиновний бандурист продовжував скуповувати різні маєтки на рідній Лубенщині. Менше ніж за 20 років Любисток-Черкасин перетворився на багатого поміщика.
По його смерті розпорядником маєтку став його друг Марко Федорович Полторадський (1725—1795 рр.), а потім продав село секунд-майору І. Боярському і натомість купив собі великий клин степу перед Хоролом.
На місці старого села була збудована невелика капличка на найвищому пагорбі. Старожили також стверджують, що на території початкового поселення на місці проживання Тарасенко був керамічний завод. На жаль досі розкопок ніхто не проводив.
Як і в 16 столітті то так і в наступні століття населення Худоліївка в основному займалося землеробством та скотарством. Природно так склалося, що скотарство для населення було набагато вигіднішим від землеробства і цьому сприяли природні чинники. Землі навколо Худоліївка були в більшості солончакуваті, малородючі, а інколи і супіщані. А от пасовищ та сінокосів худоліївці мали вдосталь. Тай до того навколо одні болота та озера в яких сила силенна різної риби. І для будівництва матеріалів хватало вдосталь. Це і очерет, і ліс, і глина та пісок. За переказами на території старого села було до 50 хат.
До першої половини 20 століття зустрічалися навколо Худоліївка окремі поселення-хутори. Їх заселяли вихідці із Худоліївка. Тепер за назвами хуторів названі навколишні урочище, де знаходились ці хутори: Великі і Малі Лисенки. Селилися люди також і біля Судебського. Це був куток Гайдуків.
На території сучасної Худоліївської сільської ради існувало 3 колгоспи.

## Репресовані радянською владою односельці
1. Батва (Ботва) Герасим Іванович — 1879 року народження, Полтавська обл. с. Худоліївка Семенівського р-ну, національність: українець, соціальне походження: із селян, останнє місце проживання: с. Горошине Семенівського р-ну, освіта: середня духовна, останнє місце роботи: Священик, Заарештований 7 вересня 1937 р. Утримувався у в'язниці м. Кременчук. Засуджений Особливою трійкою при УНКВС Харківської обл. 29-30 вересня 1937 р. за ст.54-10 ч.1 КК УРСР до розстрілу з конфіскацією майна.
2. Даценко Микола Петрович — 1920 року народження, Полтавська обл. с. Худоліївка Семенівського р-ну, національність: українець, соціальне походження: із селян, останнє місце проживання: с. Горошине Семенівського р-ну, освіта: освіта середня, останнє місце роботи: Командир роти 27 окремого учбового танкового батальйону, Заарештований 28 жовтня 1942 р., Засуджений Військовим трибуналом Свердловського гарнізону 22 грудня 1942 р. за ст. 58-10 ч. 2 КК РРФСР до 10 років позбавлення волі з поразкою в правах на 5 років.
3. Гроза Харитон Михайлович — 1903 року народження, місце народження: Полтавська обл. с. Савинці Оржицького р-ну, національність: українець, соціальне походження: із селян, освіта: освіта вища педагогічна, останнє місце проживання: Полтавська обл. с. Худоліївка Семенівського р-ну, останнє місце роботи: Вчитель, Заарештований 16 січня 1934 р., Засуджений Судовою трійкою при Колегії ДПУ УСРР 26 лютого 1934 р. за ст. 54-10 КК УРСР до 3 років позбавлення волі умовно.

## Населення
За переписом 1781 року у Худоліївці Горошинської сотні Лубенського полку було вже 174 хати, з них виборних козаків було 108 хат, козаків-підпомічників — 9, посполитих різночинців та козачих підсусідків — 57. А вже на 1787 рік село належало до Хорольського повіту і мало 693 душі.
У середині 19 століття Худоліївка була вже волосним центром. За ревізією 1859 року у селі вже було сільське та волосне управління. Худоліївка налічувала 257 дворів, у яких проживало 1758 жителів. На цей час у Худоліївці уже існувало парафіяльне училище. Це була початкова двокласна школа. До складу Худоліївської волості входили сільські громади: Худоліївська, Наріжнянська, Єнківська, Горошинська та Криворудська. В них налічувалося 5863 чоловіки, в тому числі козаків — 4942 та селян 922 чоловіки.
За свідоцтвом 1863 року Худоліївка вже мала 2039 жителів, а в 1885 році — 2130 жителів, 306 козацьких господарств, 6 державних селян, 25 селян-власників і 12 міщан.

### Мова
Розподіл населення за рідною мовою за даними перепису 2001 року:
| Мова            | Кількість | Відсоток |
| --------------- | --------- | -------- |
| українська      | 482       | 97.97%   |
| російська       | 8         | 1.63%    |
| інші/не вказали | 2         | 0.40%    |
| Усього          | 492       | 100%     |

## Політика

### Парламентські вибори, 2019
На позачергових парламентських виборах 2019 року у селі функціонувала окрема виборча дільниця № 530858, розташована у приміщенні сільської ради.
Результати
- зареєстровано 256 виборців, явка 71,09%, найбільше голосів віддано за «Слугу народу» — 33,33%, за Всеукраїнське об'єднання «Батьківщина» — 19,77%, за Радикальну партію Олега Ляшка — 14,69%.[2] В одномандатному окрузі найбільше голосів отримав Фахраддін Мухтаров (самовисування) — 40,68%, за Олексія Баганця (Всеукраїнське об'єднання «Батьківщина») — 22,03%, за Костянтина Іщейкіна (самовисування) — 10,73%[3].

## Побут
Як і в усьому Посуллі для будівництва хат робили заміс і викладали стіни. Зводили стіни і на сохах. У такому випадку плели ліси, або в'язали очерет в кулики, а потім змазували з обох боків глиною. Крили хати очеретом або ситнягом, а бувало і житньою соломою. Покрівля була чотирьохскатною. Прості люди робили невеличкі хати, які складалися із однієї кімнати, комірчини і сіней. Біля входу у кімнату розташовувалася піч. Впродовж стіни довга широка лава. Між піччю і торцевою стіною був піл, тут спала вся родина. У кімнаті було одне чи два вікна.
Господарські будівлі — сараї, хлівці, кошари теж зводили з глини чи плели з лози. Для зберігання сіна будували клуні. Серед двору зводили комори для зберігання різного збіжжя. Вікон тут не робили, лише під стелею душник і маленьке віконце. Городину зберігали у погребі. Це звичайна яма накрита очеретом чи гілками і насипана землею. Пізніше для задоволення власних потреб багатші господарі почали будувати млини-вітряки.

## Пам'ятки
- Архістратиго-Михайлівська церква[4]
- Меморіальний комплекс[d]: Братська могила воїнів. Пам'ятний знак полеглим воїнам-односельчанам;

## Персоналії
- Кудін Володимир Іванович[d] (1955) — український науковець, фахівець у галузі прикладної математкики.